# Саввинські Виселки
Савви́нські Ви́селки (рос. Саввинские Выселки, ерз. Саввинские Выселки) — присілок у складі Торбеєвського району Мордовії, Росія. Входить до складу Салазгорського сільського поселення.
Населення — 81 особа (2010; 110 у 2002).
Національний склад станом на 2002 рік:
- мордва — 97 %